# Hans E. Kehrer
Hans Erwin Kehrer (geb. 19. Dezember 1917; gest. 12. April 2002 in Münster) war ein deutscher Kinder- und Jugendpsychiater und Autismusforscher.

## Leben
Kehrer promovierte 1944 und habilitierte sich 1951 an der Westfälischen Wilhelms-Universität Münster, wo er von 1956 bis 1964 als Oberarzt in der Universitäts-Nervenklinik tätig war. 1957 wurde er außerplanmäßiger Professor, ab 1964 in der Position eines Wissenschaftlichen Rates.
Von 1966 bis 1985 war er Leiter der Kinder- und Jugendpsychiatrie der Universitätsklinik Münster und gründete dort 1983 das Institut für Autismusforschung. Sein Forschungs- und Praxisschwerpunkt war der frühkindliche Autismus. Zu einer Zeit, als dieses Störungsbild noch wenig bekannt war, schuf Kehrer mit diesem Institut eine Anlaufstelle für Eltern autistischer Kinder und war maßgeblich daran beteiligt, durch eine bessere Differenzialdiagnostik den Bedürfnissen der Kinder wie denen der Eltern angemessener gegenübertreten zu können. Sein Interesse galt vor allem den lebenspraktischen Problemen der betroffenen Familien sowie einer Teilhabe der Kinder am sozialen Leben.
Auch nach Emeritierung war Kehrer weiterhin am Institut für Autismusforschung tätig. Er kooperierte mit Forschern aus England und den USA und erprobte als einer der Ersten in Deutschland verhaltenstherapeutische Methoden zur Behandlung der mit dem Autismus einhergehenden Verhaltensstörungen. Unter anderem entwickelte er ein Sprachprogramm für autistische Kinder, um die Kommunikation mit ihnen zu erleichtern und ihnen eine Teilnahme an schulischer Bildung zu ermöglichen. Mithilfe videogestützter Analysen erforschte er die soziale Interaktion von autistischen Kleinkindern und ihren Müttern. Er war Mitinitiator des 1987 gegründeten Diplomstudiengangs Musiktherapie an der Universität Münster.
1991 legte er, zusammen mit Barbara Classen und Hans-Joachim Peter, eine internationale Bibliografie zum Autismus vor.

## Veröffentlichungen
- Der Hydrocephalus Internus und Externus: Seine klinische Diagnose und Therapie. Basel, New York 1955
- Die cerebrale Gefäss-Sklerose. Thieme, Stuttgart 1959
- Autismus: Diagnostische, therapeutische und soziale Aspekte. Asanger 5., überarbeitete und aktualisierte Auflage, Kröning 1995, ISBN 978-3-89334-308-9
- Geistige Behinderung und Autismus. Rat und Hilfe für eine Begleitung durchs Leben Trias/Thieme, Stuttgart 1995, ISBN 978-3-89373-296-8
- Praktische Verhaltenstherapie bei geistig Behinderten. Verlag Modernes Lernen, Dortmund 1997, ISBN 978-3-8080-0402-9
- Hans E. Kehrer; Ragna Cordes: Soziale Interaktion autistischer Kleinkinder. Videogestützte Analyse der Interaktion zwischen Mutter und Kind. Beltz, Weinheim 1995, ISBN 978-3-89271-528-3